# Браунс, Валдис
Ва́лдис Бра́унс (латыш. Valdis Brauns; род. 27 марта 1945, Угале, Вентспилсский край, Латвия) — советский и латвийский фотограф, участник и призёр международных выставок.

## Биография
Родился 27 марта 1945 года в селе Угале Вентспилского района. Живёт и работает в Риге. С 1966 года служил в рядах Советской Армии. Там он стал изучать теорию фотографии и делать первые профессиональные снимки. В 1973 году Браунс завоевал почётный приз от польского журнала «Панорама», что стало его первой значительной наградой.
Участвовал более чем в 280 международных выставках, имеет 142 награды. Удостоен звания EFIAР Международной Федерации фотоискусства.
В 2014 году работы Браунса «Рыбак из Апшуциемса» (1973), «Баррикады» (1991), «Рыбаки Закюсалы» (1976), «После ловли» (1974), «Весенний пейзаж» (1977), «Время одуванчиков» (1979), «Лиго» (2010), «Лунная соната» (1977), «Дождь счастья» (1977), «Старые рыбаки в заливе» (1974), «Корни» (1970), «Пейзаж в белом» (2011), «Видение» (2010) украсили ежегодный календарь крупного агентства недвижимости «Latio»
Работы Валдиса Браунса находятся в коллекциях FIAР, французском фотографическом музее Вjevr, Латвийском музее фотографии, Шауляйском музее фотографии (Литва), Испанском музее фотографии (Каталония), в частных коллекциях в США, Германии, России, Чехии, Венгрии, Индии и Литве.

## Награды
- 1973 — специальный приз от журнала «Панорама», Польша.
- 1975 — Гран-при на выставке «Наши художники», Латвия, Рига. Приз газеты «Литература и искусство», Латвия, Рига.
- 1976 — серебряная медаль фотоклуба «Рига». Гран-при во Франции, выставка Латвийской фотографии фотоклуба «Рига».
- 1977 — бронзовая медаль, Югославия, Загреб. Серебряная медаль, Канада, Калгари.
- Серебряная медаль, Испания, Сарагоса.
- 1978 — «Золотой Глаз» за фотографию «Дождь счастья», WorldPressPhoto.
- Две золотые медали фотоклуба NATRON, Югославия. Присвоение звания NonNATRON.

## О профессии
Фотография — это моя жизнь. Стараюсь показать обостренные эмоции. Фотография отражает символический образ, настроение, метафорические ассоциации.